# محمد فرهادی
محمّد فرهادی (زادهٔ ۱۱ دی ۱۳۲۸ در شاهرود) پزشک و سیاستمدار اصلاح طلب ایرانی است که در دولت یازدهم از سال ۱۳۹۳ تا ۱۳۹۶ سمت وزیر علوم، تحقیقات و فناوری، در دولت هفتم از سال ۱۳۷۶ تا ۱۳۸۰ سمت وزیر بهداشت، درمان و آموزش پزشکی و در دولت چهارم از ۱۳۶۴ تا ۱۳۶۸ سمت وزیر فرهنگ و آموزش عالی را برعهده داشت. او هم‌اکنون عضو هیئت علمی دانشگاه علوم پزشکی ایران است.
وی از سال ۱۳۹۲ تا ۱۳۹۳ به مدت ۱ سال به‌عنوان رئیس جمعیت هلال احمر ایران در دولت یازدهم فعالیت می‌کرد.
او منتخب چهره ماندگار سال ۱۳۸۹ بوده است. همچنین وی یکی از برگزیدگان دومین دوره جایزه علمی علامه طباطبایی بنیاد ملی نخبگان در سال ۱۳۹۱ بوده است.
وی از تیر تا آبان سال ۱۳۶۴ به‌عنوان بیست و دومین رئیس دانشگاه تهران فعالیت می‌کرد. او همچنین قائم‌مقام جمعیت هلال احمر، مشاور وزیر و دبیر شورای آموزش پزشکی بوده است. او همچنین، ریاست «صندوق حمایت از پژوهشگران کشور» را از سال ۱۳۸۲ تا بهمن ۱۳۸۹ بر عهده داشته است.

## وزارت علوم، تحقیقات و فناوری
در ۲۸ آبان ۱۳۹۳ پس از عدم اعتماد نمایندگان مجلس شورای اسلامی به فخرالدین احمدی دانش آشتیانی، حسن روحانی، رئیس‌جمهور وقت در نامه‌ای به علی لاریجانی، رئیس وقت مجلس شورای اسلامی، محمد فرهادی را به‌عنوان وزیر پیشنهادی وزارت علوم، تحقیقات و فناوری برای کسب رأی اعتماد از سوی نمایندگان به مجلس شورای اسلامی معرفی کرد. فرهادی توانست با کسب ۱۹۷ رأی موافق، ۲۸ رأی مخالف و ۱۰ رأی ممتنع از مجموع ۲۳۵ رأی مأخوذه از سوی نمایندگان مجلس شورای اسلامی، به‌عنوان وزیر علوم، تحقیقات و فناوری در دولت یازدهم انتخاب شود.

### حواشی جلسهٔ رأی‌گیری در مجلس
قرائت‌نامهٔ معرفی وی برخلاف گزینه‌های پیشین با استقبال و واکنش مثبت نمایندگان مواجه شد. پس از معرفی وی تعداد زیادی از نمایندگان اصولگرای مجلس شورای اسلامی همچون محمد دهقان، عزت‌الله یوسفیان ملا، علیرضا منظری توکلی، جبار کوچکی نژاد ارم ساداتی، جواد جهانگیرزاده، محمدرضا محسنی ثانی، فرج‌الله عارفی، بهروز نعمتی، منصور حقیقت پور، غلامرضا مصباحی مقدم اعلام کردند که نظر نمایندگان نسبت به فرهادی مثبت است و او رأی اعتماد می‌گیرد.
جلسه بررسی صلاحیت وی در روز چهارشنبه ۵ آذر ۱۳۹۳ در مجلس شورای اسلامی برگزار شد که ثبت نام نمایندگان موافق گزینه‌های پیشین پیشنهادی وزارت علوم، تحقیقات و فناوری مانند علی مطهری به‌عنوان نمایندهٔ مخالف و ثبت نام نمایندگان مخالف گزینه‌های قبل مانند الیاس نادران به‌عنوان نمایندهٔ موافق بود. علی مطهری، نماینده خوزه انتخابیه تهران در مجلس شورای اسلامی در اقدامی غیرمنتظره در مخالفت با وزیر پیشنهادی علوم، تحقیقات و فناوری گفت که مخالفت او به این خاطر است که به نظر می‌رسد فضای مجلس نسبت به فرهادی مثبت است. مطهری با اشاره به این که مجلس شورای اسلامی به استناد به برخی اقدامات گزینه‌های پیشین تصدی وزارت علوم در ایام انتخابات سال ۱۳۸۸ آن‌ها را فتنه گر دانسته است، گفت: «پس اگر معیار اصلی مجلس نقش آفرینی در فتنه است دکتر فرهادی نیز در فتنه نقش داشته است و مجلس باید به او نیز رای اعتماد ندهد. در غیر اینصورت متهم به رفتار یک بام و دو هوا می‌شود. دکتر فرهادی در ایام انتخابات سال ۱۳۸۸ نامه‌ای را به همراه میر حسین موسوی، مهدی کروبی، سید محمد خاتمی و تعدادی دیگر از فعالان سیاسی خطاب به مراجع تقلید نوشته است و در آن نسبت به برخوردهای رخ داده اعتراض کرده است. مبنای مجلس در عدم اعتماد به دکتر نیلی احمدآبادی، دانش آشتیانی، میلی منفرد اقداماتی همچون نامه نگاری و سخنرانی در اعتراض به اتفاقات سال۱۳۸۸ بوده است. پس با این مبنا مجلس باید به فرهادی هم رای اعتماد ندهد.» او در پایان، نمایندگان را به معامله با فرهادی متهم کرد و گفت: «مردم قضاوت خواهند کرد که درد مجلس فتنه نیست و مجلس اصولگرایی به معامله برای انتصاب‌ها متهم می‌شود.»
پس از وی و سخنرانی چندین تن از موافقان و مخالفان، الیاس نادران که پیش از این تنها به عنوان مخالف وزرای پیشنهادی دولت یازدهم ثبت نام می‌کرد پشت تریبون قرار گرفته و ضمن دفاع از فرهادی گفت: «آقای فرهادی در جلسات فراکسیون‌ها گفت که من از فتنه برائت می‌کنم و سرباز ولایت هستم.»
پس از موافقان و مخالفان، فرهادی در دفاعیه خود ضمن برائت از معترضان به نتیجه انتخابات ۸۸ و تکذیب‌نامه حمایت خود از آن‌ها گفت: «هیچ نامه‌ای امضا نکرده‌ام. اگر نام من هست من نمی‌دانم جریان چیست. در رابطه با فتنه فصل‌الخطاب رهبر انقلاب است فتنه خط قرمز ماست.» از حواشی جالب توجه دفاعیه فرهادی، این بود که هنگامی که محمد فرهادی، وزیر پیشنهادی علوم در جایگاه در حال نطق دربارهٔ برنامه‌های خود برای تصدی وزارت علوم بود فردی از پشت چفیه‌ای بر گردن وزیر پیشنهادی انداخت!
یکی دیگر از حواشی جالب توجه این جلسه رأی اعتماد، رأی موافق حمید رسایی و مهدی کوچک زاده از اعضای سابق جبهه پایداری و از مخالفان دولت یازدهم به محمد فرهادی بود که تصاویر آن در خبرگزاری‌ها، بازتاب فراوانی داشت.

### دکتر خطاب کردن سید محمد خاتمی
در ۱۴ فروردین ۱۳۹۴، محمد فرهادی، وزیر علوم در پیامی به سید محمد خاتمی، درگذشت سکینه ضیایی مادر وی را تسلیت گفت. فرهادی به عنوان بالاترین مقام اجرایی آموزش عالی در این نامه، سید محمد خاتمی را دکتر خطاب کرد. خاتمی در اواخر کار دولت هشتم و در زمان ریاست رضا فرجی دانا، بر دانشگاه تهران دکترای افتخار خود را از این دانشگاه دریافت کرده بود. پیش از این محمود احمدی‌نژاد، در مناظره با میرحسین موسوی، دکتر خطاب کردن سید محمد خاتمی از جانب وی را خلاف عرف آموزش عالی دانسته بود.

### انتقاد تند امام جمعه تهران از وزیر علوم
در ۲۷ آذر ۱۳۹۴، سید احمد خاتمی، امام جمعه موقت تهران در خطبه‌های نماز جمعه ضمن انتقاد شدید از رویکرد وزارت علوم به دلیل رفت‌وآمد اصلاح طلبان در دانشگاه‌ها گفت: «هفته گذشته به مناسبت شانزده آذر از برخی دانشگاه‌ها گزارش‌های بسیار نگران کننده رسید، متأسفانه برخی از فتنه‌گران که دادگاه محکومشان کرده و زندان هم کشیده‌اند آمدند و در دانشگاه صحبت کرده و مقدسات مردم را زیر سؤال بردند، این یعنی تفرقه‌افکنی و تفرقه‌افکنی بین حوزه و دانشگاه غیر از این نیست … مگر آقا نگفت که فتنه خط قرمز ما است چرا فتنه‌گران را به دانشگاه راه می‌دهید که علیه مقدسات اهانت کنند؟.. به صراحت به مسئولان دانشگاه و وزیر محترم آموزش عالی می‌گویم که با این روندی که شما پیش گرفته‌اید تلاش و زحمات چهار دهه آیات مفتح، مطهری، بهشتی و باهنر برباد خواهد رفت. مگر قرار نیست که شما تداوم بخش راه شهیدان باشید، مگر نمی‌گویید ما در خط ولایت هستیم؟... ولایت می‌گوید فتنه خط قرمز ما است.»